# Campeonato de mano parejas de Promoción 2016
El Campeonato de mano parejas de Promoción 2016 fue la  competición de pelota vasca en la variante profesional de pelota mano parejas de segunda categoría, que se disputó en 2016. Estuvo organizado por las empresas promotoras ASPE y Asegarce.

## Parejas
| - Parejas de Asegarce: - Asier Agirre-Mikel Larunbe - Axier Arteaga, Arteaga II-Ander Imaz - Iker Tainta-Ladis Galarza - Suplentes de Asegarce: - Alexis Apraiz - Diego Iturriaga - Mikel Olatexea |  | - Parejas de ASPE: - Darío Gómez-Xabier Tolosa - Aitor Elordi-Aitor Irusta - Aitor Mendizabal, Mendizabal III-Xabier Erostarbe - Suplentes de ASPE: - Gorka Esteban - Julen Martija - Julen Urruzola |

## Liguilla

### Primera jornada
| Fecha    | Frontón y localidad          | Rojo                     | Azul            | Tanteo |
| -------- | ---------------------------- | ------------------------ | --------------- | ------ |
| 12/02/16 | Frontón Municipal, Labastida | Olaetxea*-Larunbe        | Gorka*-Tolosa   | 22-21  |
| 13/02/16 | Frontón Labrit, Pamplona     | Tainta-Ladis Galarza     | Arteaga II-Imaz | 15-22  |
| 06/12/15 | Frontón Larraña, Oñate       | Mendizabal III-Erostarbe | Elordi-Irusta   | 22-16  |

### Segunda jornada
| Fecha    | Frontón y localidad      | Rojo                     | Azul                 | Tanteo |
| -------- | ------------------------ | ------------------------ | -------------------- | ------ |
| 19/02/16 | Frontón Urzanzu, Irún    | Mendizabal III-Erostarbe | Arteaga II-Imaz      | 14-22  |
| 21/02/16 | Frontón Astelena, Éibar  | Gorka*-Urruzola*         | Elordi-Irusta        | 22-9   |
| 22/02/16 | Frontón Beotibar, Tolosa | Olaetxea*-Larunbe        | Tainta-Ladis Galarza | 19-22  |

### Tercera jornada
| Fecha    | Frontón y localidad     | Rojo              | Azul                     | Tanteo |
| -------- | ----------------------- | ----------------- | ------------------------ | ------ |
| 26/02/16 | Frontón Bizkaia, Bilbao | Gorka*-Tolosa     | Tainta-Ladis Galarza     | 22-10  |
| 27/02/16 | Frontón Ogueta, Vitoria | Elordi-Irusta     | Arteaga II-Imaz          | 10-22  |
| 28/02/16 | Frontón Astelena, Éibar | Olaetxea*-Larunbe | Mendizabal III-Erostarbe | 22-17  |

### Cuarta jornada
| Fecha    | Frontón y localidad                      | Rojo           | Azul                     | Tanteo |
| -------- | ---------------------------------------- | -------------- | ------------------------ | ------ |
| 04/03/16 | Frontón Ederrena, Villarreal de Urrechua | Tainta-Apraiz* | Mendizabal III-Erostarbe | 22-12  |
| 05/03/16 | Frontón Amorebieta IV, Amorebieta-Echano | Agirre-Larunbe | Elordi-Irusta            | 22-15  |
| 06/03/16 | Frontón Burunda, Alsasua                 | Gorka*-Tolosa  | Arteaga II-Imaz          | 18-22  |

### Quinta jornada
| Fecha    | Frontón y localidad              | Rojo           | Azul                     | Tanteo |
| -------- | -------------------------------- | -------------- | ------------------------ | ------ |
| 11/03/16 | Frontón Michelín, Lasarte-Oria   | Agirre-Larunbe | Arteaga II-Apraiz*       | 22-15  |
| 12/03/16 | Frontón Bizkaia, Bilbao          | Gorka*-Tolosa  | Mendizabal III-Erostarbe | 22-18  |
| 13/03/16 | Frontón Atano III, San Sebastián | Tainta-Apraiz* | Elordi-Irusta            | 22-6   |

Nota. * indica la participación de un suplente.

### Clasificación de la liguilla
| Pelotaris                | Jugados | Ganados | Perdidos | Tantos a favor | Tantos en contra | Dif |
| ------------------------ | ------- | ------- | -------- | -------------- | ---------------- | --- |
| Arteaga II-Imaz          | 5       | 4       | 1        | 103            | 79               | +24 |
| Agirre-Larunbe           | 5       | 4       | 1        | 107            | 90               | +17 |
| Darío-Tolosa             | 5       | 3       | 2        | 105            | 81               | +24 |
| Tainta-Ladis Galarza     | 5       | 3       | 2        | 91             | 81               | +10 |
| Mendizabal III-Erostarbe | 5       | 1       | 4        | 83             | 104              | -21 |
| Elordi-Irusta            | 5       | 0       | 5        | 56             | 110              | -54 |

## Semifinales
| Fecha    | Frontón y localidad      | Rojo           | Azul           | Tanteo |
| -------- | ------------------------ | -------------- | -------------- | ------ |
| 18/03/16 | Frontón Beotibar, Tolosa | Gorka*-Tolosa  | Arteaga-Imaz   | 22-11  |
| 19/03/16 | Frontón Labrit, Pamplona | Tainta-Apraiz* | Agirre-Larunbe | 15-22  |

## Final
La final se disputó el 2 de abril, en el Frontón Labrit de Pamplona, entre el jugador de Ezcaray, La Rioja, Gorka Esteban, formando pareja con Xabier Tolosa, ganador el año anterior formando pareja con Erik Jaka, y la pareja azul formada por Mikel Larunbe, finalista en 2015 y Asier Agirre, en su primera final como profesional.
El partido arrancó con un 0-4 para la pareja de Asegarce, aunque tras el tanto inicial de los colorados, cambiaron de pelota y tras un parcial de 12-0 encarrilaron el partido. Rubén Beloki, botillero de los azules, pidió en ese momento descanso en un intento de cortar la racha de sus rivales, que se acercaron hasta un 12-7, pero el buen juego de los de Aspe y el cansancio de sus contrincantes llevaron el marcador final a un claro 22-11.
| Fecha    | Frontón y localidad      | Rojo          | Azul           | Tanteo |
| -------- | ------------------------ | ------------- | -------------- | ------ |
| 02/04/16 | Frontón Labrit, Pamplona | Gorka*-Tolosa | Agirre-Larunbe | 22-11  |